# Île de Vaires
L'île de Vaires est une île de la Marne, en France appartenant administrativement à Vaires-sur-Marne et Chelles.

## Description
Elle s'étend sur plus de 4 km de longueur pour une largeur d'environ 900 m. Elle abrite en son centre le lac de Vaires-sur-Marne qui couvre une grande partie de sa superficie, la base de loisirs de l'île de Vaires-Torcy et la forêt régionale de l'île de Vaires qui en occupe 0,61 km2.

## Histoire
En 2015, le projet d'une future base nautique est étudié. 